# 蘇柏彰
蘇柏彰（1989年9月26日—）為臺灣男子籃球運動員，場上位置為中鋒。蘇柏彰從南山高中畢業就投入超級籃球聯賽新人選秀會，2008年7月在新人選秀會第一輪被台灣啤酒選中，歷經四年練習生涯，2012年第十季正式成為台灣啤酒球員，2013年轉戰臺中璞園建築，2017年重返台灣啤酒。2023年7月蘇柏彰加盟T1聯盟臺中太陽。10月16日，臺中太陽宣布解散。

## 外部連結
- 蘇柏彰在fiba.basketball（英语）
- 蘇柏彰在Eurobasket.com（球員）（英语）